# مارشال بریکمن
مارشال بریکمن (انگلیسی: Marshall Brickman؛ زادهٔ ۲۵ اوت ۱۹۳۹ - درگذشتهٔ ٢٩ نوامبر ٢٠٢۴) فیلم‌نامه‌نویس و کارگردان اهل ایالات متحده آمریکا .ود او همراه با وودی آلن نویسنده فیلم انی هال بوده است. وی همچنین برنده جوایزی همچون جایزه اسکار بهترین فیلم‌نامه غیراقتباسی شده است.